# Biała Podlaska (stacja kolejowa)

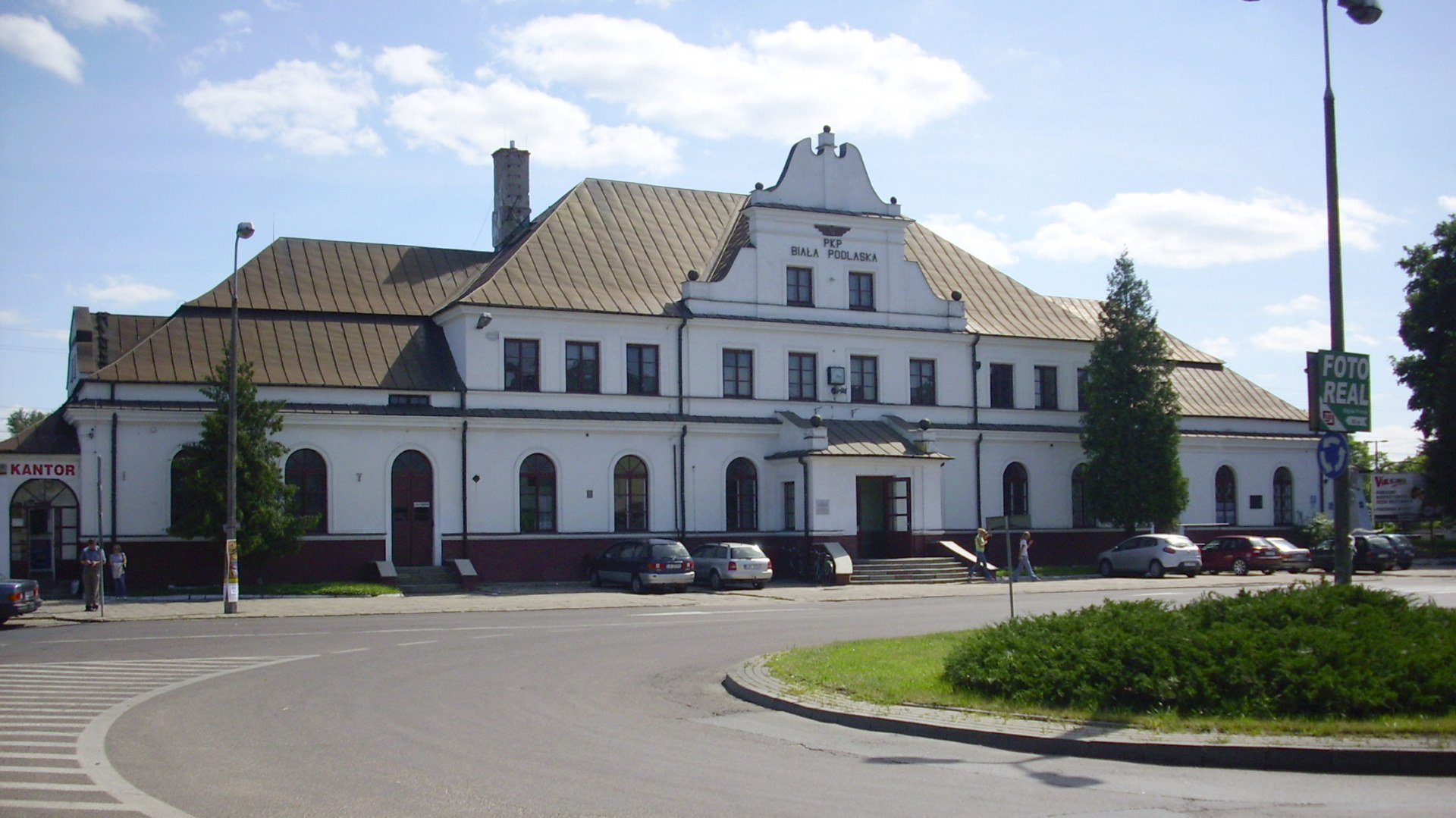
Widok budynku dworca od strony miasta

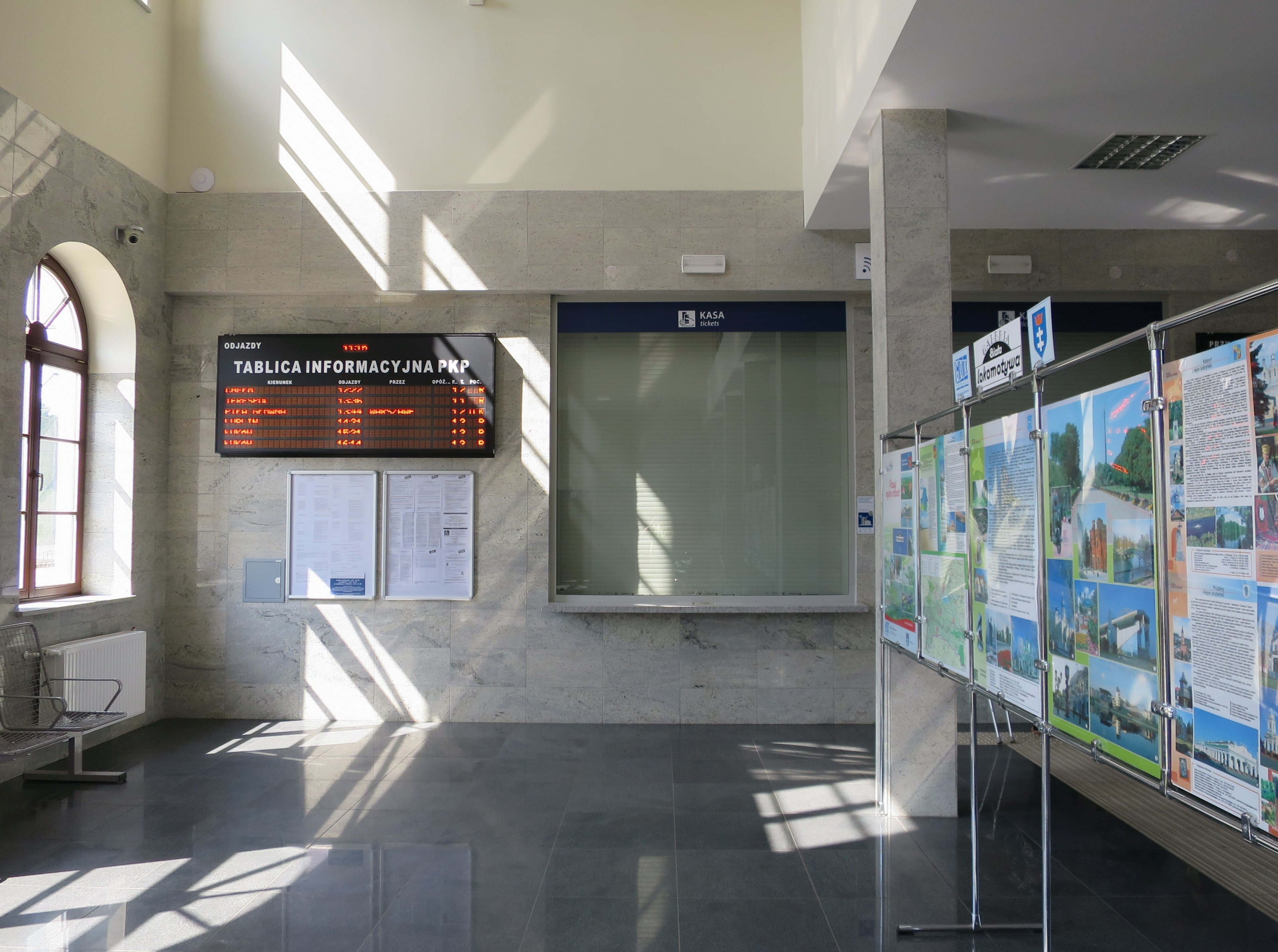
Wnętrze hali dworcowej

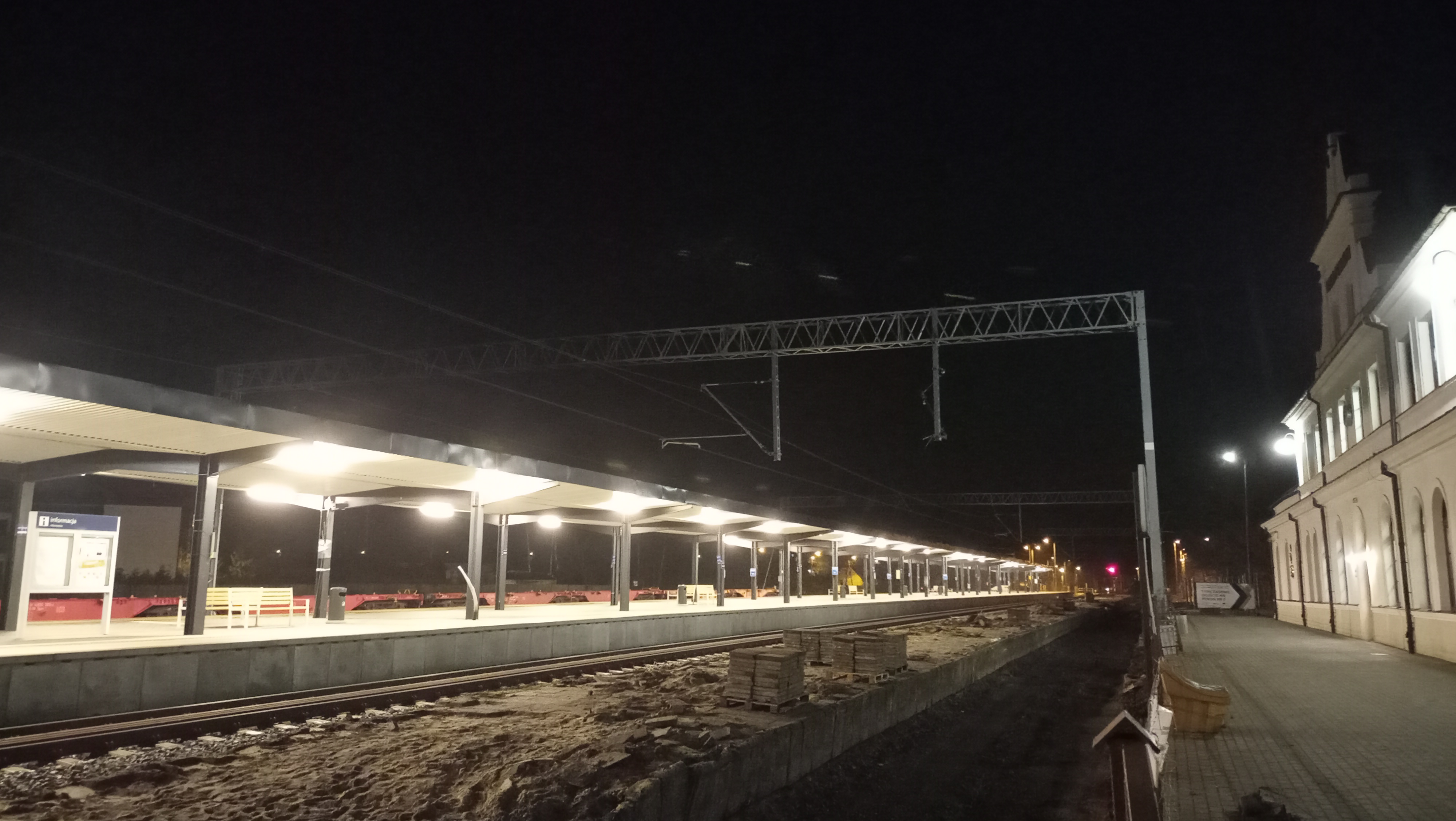
Dworzec nocą

Biała Podlaska – stacja kolejowa w Białej Podlaskiej przy ul. Rondo Romana Dmowskiego 1, w województwie lubelskim, w Polsce. Położona jest na międzynarodowej linii kolejowej E 20 Berlin – Moskwa.

## Ruch pasażerski
| Rok  | Wymiana roczna | Wymiana pasażerska na dobę | Miejsce w Polsce |
| ---- | -------------- | -------------------------- | ---------------- |
| 2017 | 767 000        | 2100                       |                  |
| 2018 | 548 000        | 1500                       |                  |
| 2019 | 585 000        | 1600                       |                  |
| 2020 | 366 000        | 1000                       |                  |
| 2021 | 475 000        | 1300                       |                  |
| 2022 | 693 500        | 1900                       |                  |
| 2023 | 803 000        | 2200                       |                  |

## Opis
Przed przebudową funkcjonował jeden dwukrawędziowy peron wyspowy, na który dostać się można było przejściem w poziomie torów znajdującym się na wschodnim jego krańcu, przez tor nr 2. Przejście było chronione zaporami z napędem elektrycznym, opuszczanymi przez dyżurnego ruchu. Przez stację przechodził także tor bez krawędzi peronowej. 
Aktualnie na stacji są dwa perony – pierwszy, jednokrawędziowy (tor nr 2), przyległy do budynku dworca i drugi – dwukrawędziowy (tory 1 i 3), połączony przejściem podziemnym z budynkiem dworca oraz terenami po drugiej stronie stacji, przy ul. Dokudowskiej, gdzie znajduje się parking.
Ponadto przez stację przechodzi tor nr 5 bez dostępu do krawędzi peronowej.
Przed dworcem znajduje się przystanek komunikacji miejskiej, postój taksówek oraz monitorowany parking P+R.

## Historia

### Budynek dworca
Pierwotny budynek dworca kolejowego został wzniesiony w roku 1867 (tj. wraz z oddaniem do użytku drogi żelaznej) według projektu Alfonsa Ferdynanda Kropiwnickiego. Była to budowla parterowa typowa dla architektury carskiej Rosji. Budynek został spalony przez wycofujące się wojska rosyjskie w roku 1915. Budowę obecnego budynku, częściowo wykorzystującego ruiny po pierwotnym, zakończono w 1928 r. – autorem projektu był architekt Władysław Kwapiszewski. Obiekt ma ogromną dwukondygnacyjną facjatę, stylowo nawiązuje do renesansu. W środku znajduje się duży hol z antresolą i kilka pomieszczeń bocznych.
Na budynku dworca wiszą tablice pamiątkowe:
- upamiętniająca pobyt w 1920 roku Józefa Piłsudskiego, który na peronie dworca dekorował żołnierzy 34 pułku piechoty odznaczeniami bojowymi; tablica została wmurowana w pierwszą rocznicę śmierci marszałka[5]
- ku czci kolejarzy poległych i pomordowanych w czasie II wojny światowej
- informująca, że dworzec nosi imię „Zesłańców Sybiru”

Ponadto na pierwszym peronie znajdują się tablice prezentujące treści związane z imieniem dworca – historię zsyłek, losy zesłańców itp.

#### Wydarzenia
17 marca 2014
Zakończył się remont budynku dworcowego – m.in. przebudowano i dostosowano do potrzeb osób niepełnosprawnych halę główną, zainstalowano tablice w technologii LED wyświetlające informacje o najbliższych pociągach przyjeżdżających i odjeżdżających, wymieniono wszelkie instalacje i stolarkę okienną, uporządkowano okolice dworca i wybudowano parking, zainstalowano monitoring i instalację przeciwpożarową. W poczekalni rozpoczęła działalność galeria „Biała Lokomotywa”, prowadzona przez Gminny Ośrodek Kultury w Łomazach – prezentowane były materiały promujące szeroko pojęty region (także po białoruskiej stronie granicy) – historię, osobliwości, miejsca godne zwiedzania – oraz inne wystawy okolicznościowe.
31 sierpnia 2018
Została rozebrana kładka dla pieszych w ciągu ul. Łomaskiej, znajdująca się tuż za peronami w kierunku zachodnim.
17 września 2021
Dworcowi nadano imię „Zesłańców Sybiru”, a wydarzenie to upamiętniono wmurowaniem tablicy pamiątkowej.
27 maja 2022
Wewnątrz budynku odsłonięto tablicę poświęconą Czesławowi Niemenowi, który po repatriacji pierwsze kroki w Polsce postawił właśnie na bialskim dworcu.
14 października 2022
Otwarto tunel prowadzący na peron 2 (sam peron został udostępniony podróżnym na początku 2022 roku, prowadziło do niego tymczasowe przejście w poziomie torów).
12 marca 2023
Oddano do użytku przylegający do budynku dworca peron 1 wraz z torem nr 2.

### Budowle związane
W pobliżu dworca znajdują się zabytkowe: budynek jednokanałowej parowozowni z czasów budowy kolei warszawsko-terespolskiej (później, po zakończeniu obsługi parowozów, pełnił rolę kolejarskiej świetlicy, następnie był to obiekt handlowy, obecnie (styczeń 2018) nie jest zagospodarowany), wieża ciśnień, drewniany dom naczelnika stacji z pocz. XX w. wraz z parkiem.

### Wieża ciśnień
Została wzniesiona w latach 1926–1928. Zbiornik na wodę znajdujący się w budowli jest konstrukcją żelbetową o grubości ścianki 30 cm i wysokości 5 m, przykryty drewnianą pokrywą; mieści 240 m³ wody. Poniżej zbiornika znajduje się ręcznie obsługiwany piec zapobiegający zamarzaniu wody w czasie mrozów. Wieża zaopatrywana była w wodę rurociągiem o średnicy 150 mm i ciśnieniu 2 at z ujęcia nad Krzną w okolicach dzisiejszego mostu w ciągu Alei Tysiąclecia. Urządzenia te były sprawne do roku 1975. Nadmiar wody opuszczał zbiornik przez rurę przelewową wyprowadzoną na wschodnią stronę wieży.
Wieża zaopatrywała w wodę zarówno normalnotorową stację kolejową, jak i położoną opodal końcową stację wąskotorowej Bialskiej Kolei Dojazdowej.
W listopadzie 2014 r. wieża została sprzedana przez PKP S.A. prywatnemu inwestorowi, który zamierzał urządzić tu punkt gastronomii, hotel i mieszkanie. W maju 2021 wieża, w której nie dokonano żadnych prac adaptacyjnych do nowej roli, znowu została wystawiona na sprzedaż.

## Galeria

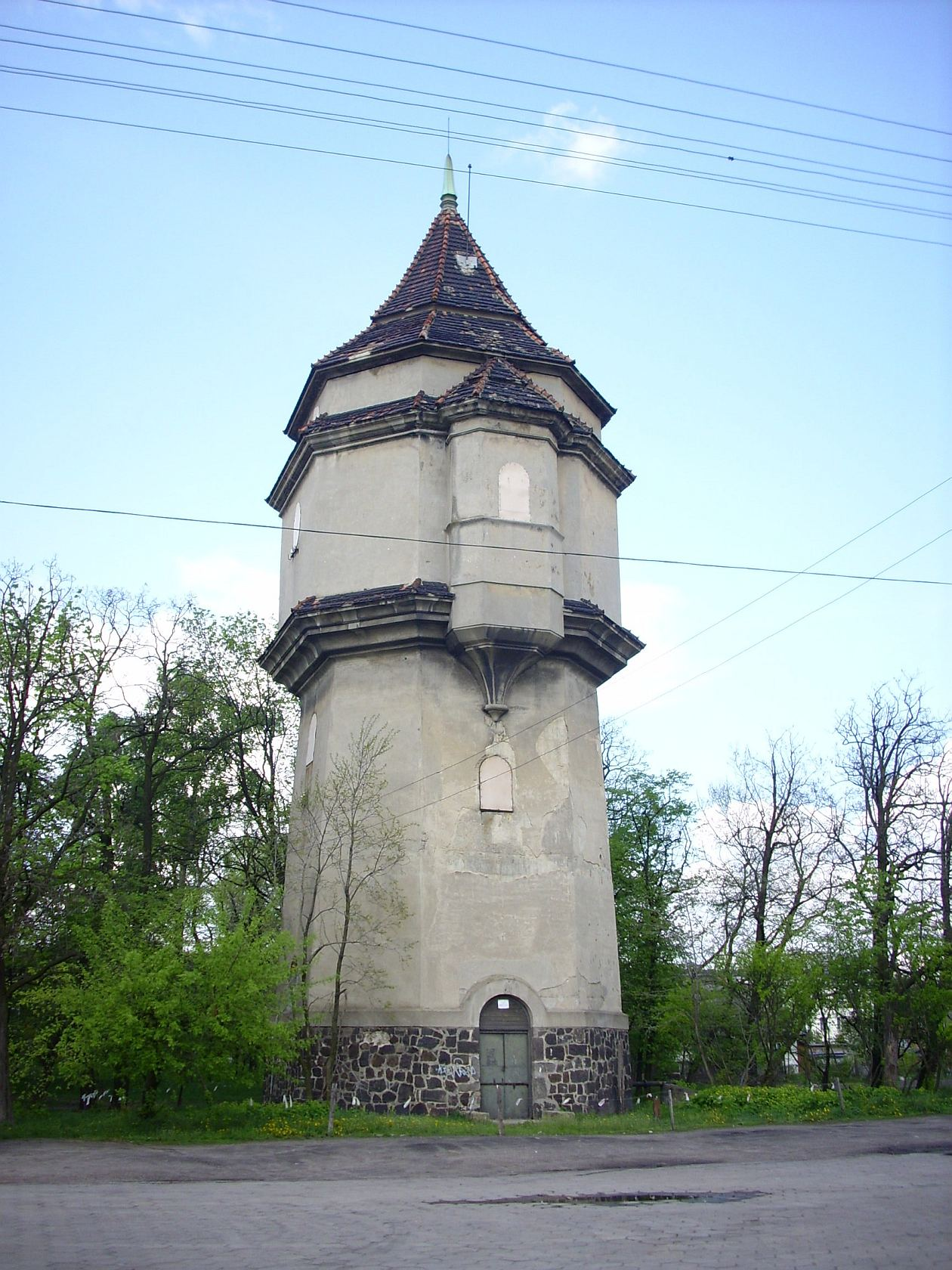
Wieża ciśnień przy stacji
Widok na peron (przed przebudową) z kładki dla pieszych (nieistniejącej)
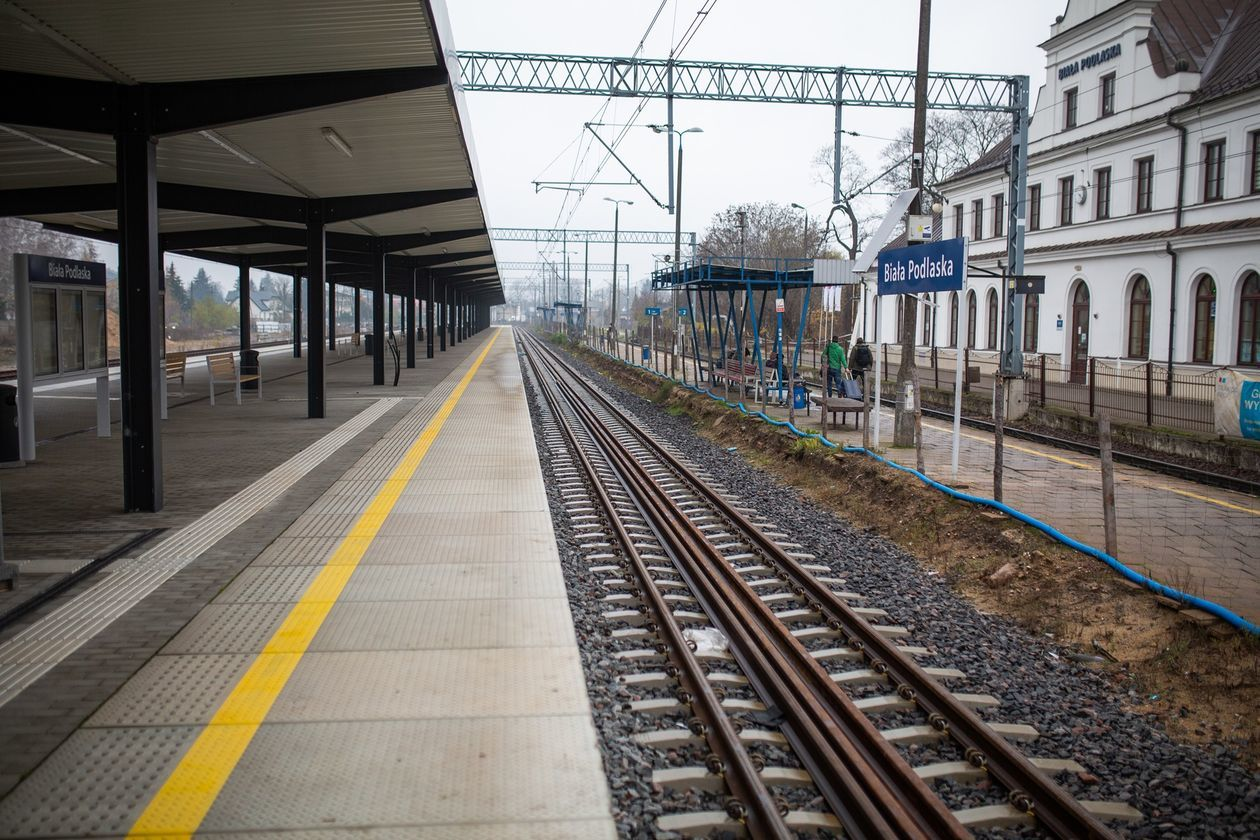
Nowy, drugi peron dworca
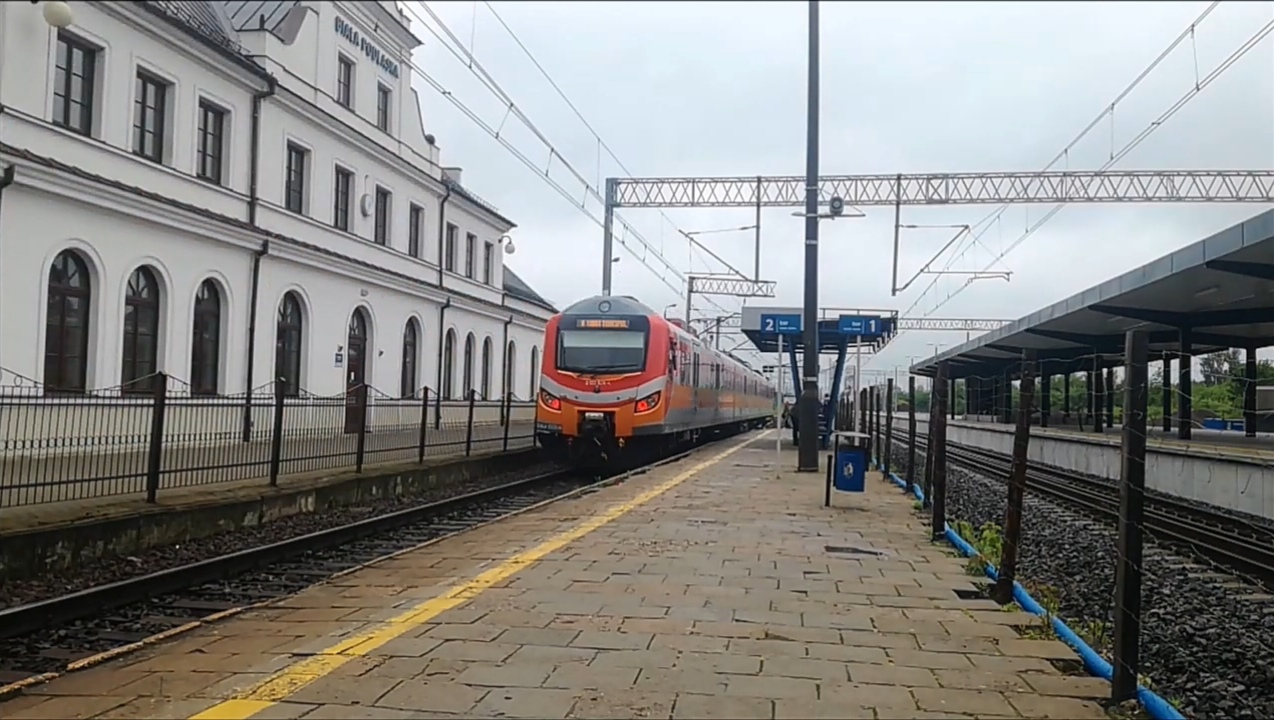
Budynek stacji z peronami
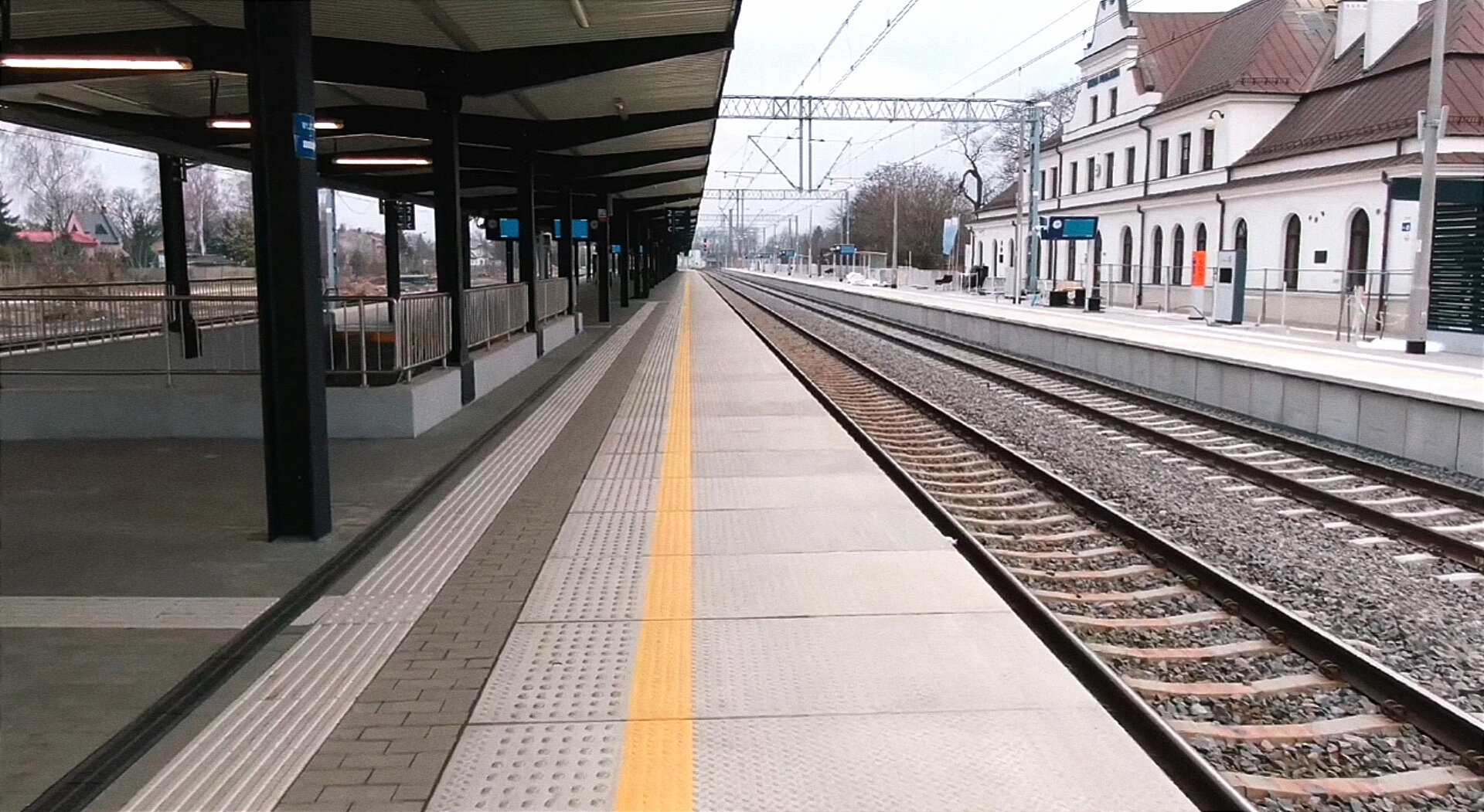
Peron 2
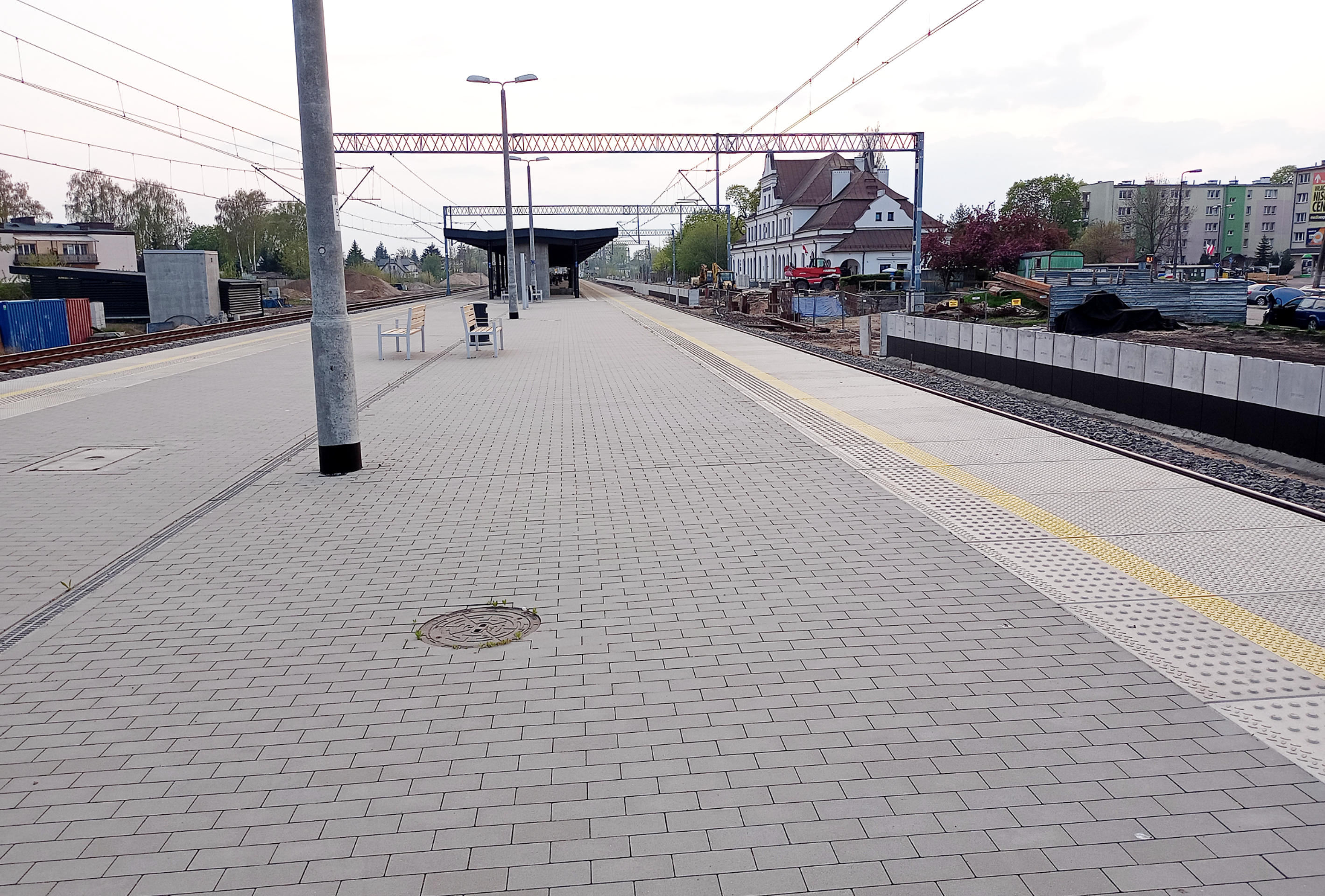
Peron 2

### Tablice pamiątkowe

Tablica pamiątkowa poświęcona żołnierzom AK
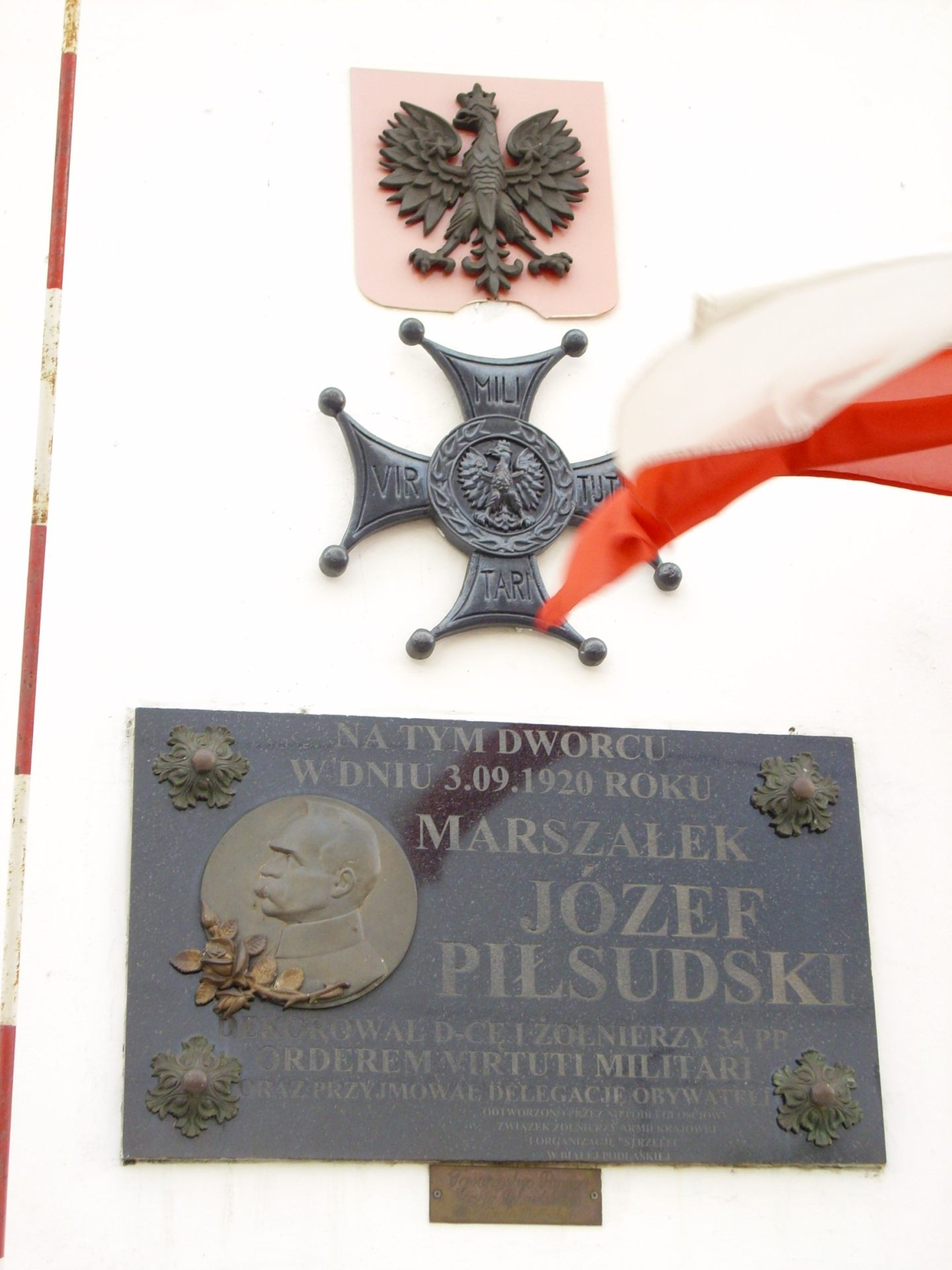
Tablica pamiątkowa poświęcona Józefowi Piłsudskiemu
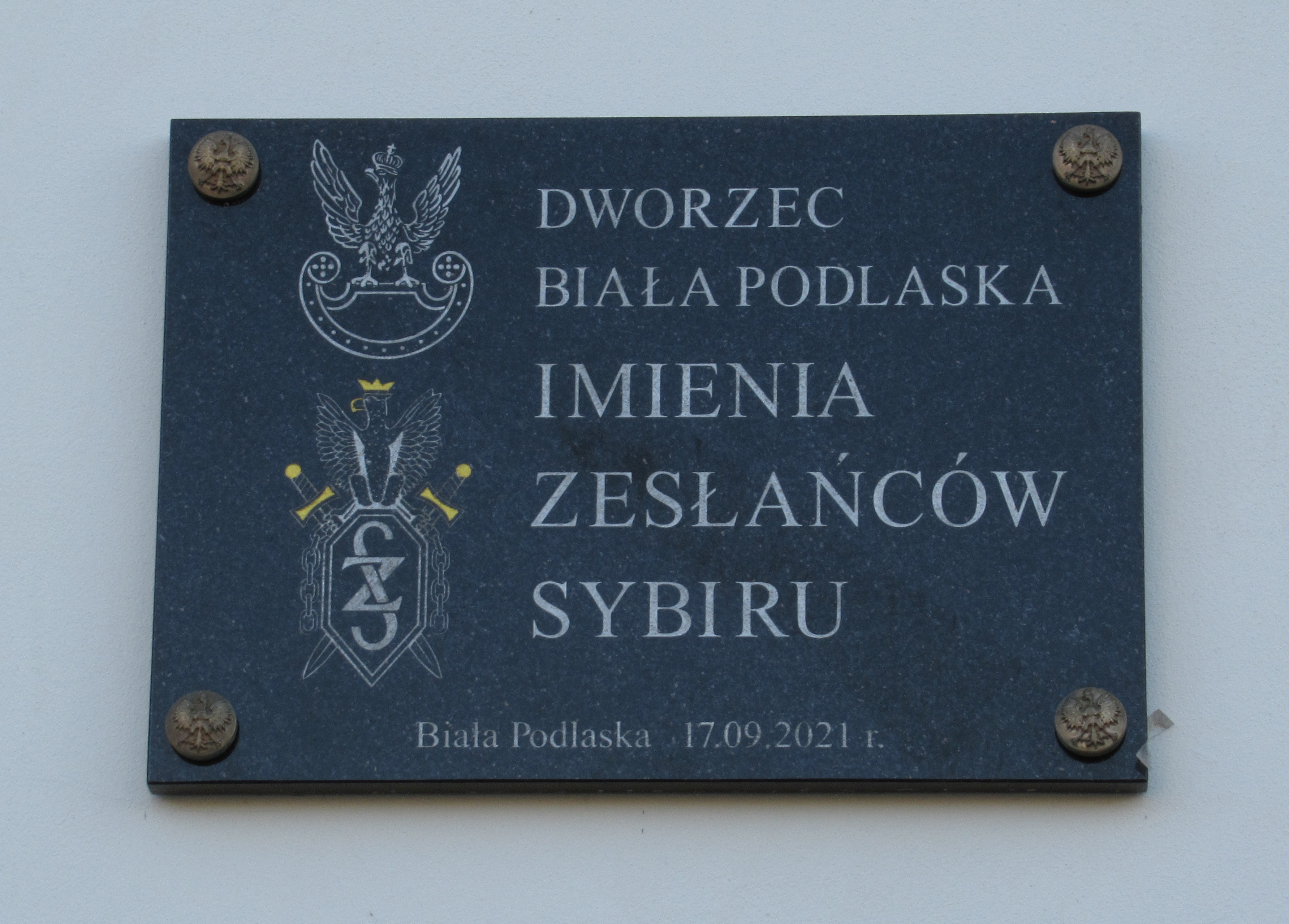
Tablica informująca o patronacie